# Valentyna Tjepiha
Valentyna Tjepiha (ukrainska: Валентина Чепіга, Valentyna Tjepiha) född 27 april 1962, Charkov, Ukrainska SSR, Sovjetunionen, är en professionell kvinnlig kroppsbyggare.
Tjepiha började med kroppsbyggning 1988. 1992 bytte hon karriär från ingenjör och blev personlig tränare. Hon flyttade till Kiev 1993 och sedan till USA, år 1999. Chepiga bor idag i Anchorage, Alaska, med sin pojkvän Timothy Kirby. 
Tjepiha vann den europeiska och världsamatörtiteln år 1997. Hon gjorde sin professionella debut på 1998 års Ms. Olympia där hon slutade 12:a. Hennes största framgång var år 2000 i Ms. Olympia då hon vann tungviktsklassen. Ingen helhetsvinnare utsågs under den tävlingen, så hon var väsentligen Ms. Olympia-vinnare med lättvikt-klassvinnaren Andrulla Blanchette.

## Tävlingar
- 1993 European Championships - 3:a (Mellanvikt)
- 1994 European Championships - 2:a (Mellanvikt)
- 1994 World Amateur Championships - 7:a (Mellanvikt)
- 1995 World Amateur Championships - 7:a (Mellanvikt)
- 1997 European Championships - 1:a (Mellanvikt)
- 1997 World Amateur Championships - 1:a (Mellanvikt och helhets)
- 1998 IFBB Ms. Olympia - 12:a
- 1999 Jan Tana Classic - 3:a
- 1999 IFBB Ms. Olympia - 12:a
- 2000 Jan Tana Classic - 1:a (Mellanvikt)
- 2000 IFBB Ms. Olympia - 1:a (Tungvikt)
- 2001 IFBB Ms. Olympia - 4:a (Tungvikt)
- 2002 Ms. International - 1:a (Lättvikt)
- 2002 IFBB Ms. Olympia - 2:a (Lättvikt)
- 2002 GNC Show of Strength - 1:a (Lättvikt)
- 2003 Ms. International - 5:a (Lättvikt)
- 2004 IFBB Ms. Olympia - 8:a (Lättvikt)
- 2007 IFBB Ms. Olympia - 11:a (Lättvikt)